# 金光悌
金光悌（1747年5月17日—1813年1月22日），字汝恭，号兰畦，安徽英山人，清朝官员，乾隆四十五年进士，官至刑部尚书，被誉为“清代包公”。

## 生平
清乾隆十二年四月初九日（1747年5月17日）申时，金光悌出生于安徽省六安直隸州英山县（今属湖北省黄冈市）金家铺杨家河村，曾祖父金天爵、祖父金绍伟、父金序珽均为进士。乾隆三十三年（1768年），金光悌考中举人。次年（1769年），金光悌被任命为内阁中书。乾隆四十五年（1780年），金光悌考中进士，归中书班，后被任命为宗人府主事，后到刑部担任员外郎、郎中等职。乾隆五十五年（1790年），金光悌十年俸满，由吏部进行京察，虽然应当委任到地方，但最终仍将其留任刑部。刑部长官上奏请求将金光悌升职为四品京堂，获准。金光悌被授予光禄寺少卿。因姻親江西舉人彭良馵为儿子賄買吏員執照，金光悌被御史初彭龄弹劾徇顾私情，并因此受到降调处分，任刑部員外郎，在刑部负责核办秋审。后因遭御史张鹏展再次弹劾，金光悌被调离刑部，兼任内阁侍读学士。
嘉庆七年（1802年），金光悌被授职为山东按察使，后晋升为山东布政使。嘉庆十年（1805年），金光悌被召回京，授职为刑部侍郎，任上曾数次奉使赴山东、直隶、天津、热河调查、核实案件，被嘉庆帝褒奖“金光悌决无犯赃事”。嘉庆十一年（1806年），金光悌被任命为江西巡抚。上任后不久，金光悌便上疏称江西积案繁多，请求成立以巡抚为首的总局来专门清理悬案，但因遭反对未果。但金光悌通过明查暗访发现多位涉嫌贪腐案的官员，“连劾五十余官”。嘉庆十四年（1809年），金光悌被擢升为刑部尚书。
嘉庆十七年十二月二十日（1813年1月22日），金光悌因积劳成疾，于刑部尚书任上逝世。去世时，“家綦贫而甚介”，嘉庆帝下旨“依尚书例赏给恤典”。遗体由朝廷恩准，辗转千里送回故乡，葬于英山县金家铺镇金家冲村凤翅垸。

## 纪念
2009年，金光悌墓重修，建有坟冢、墓碑、拜台、石阶、碑碣等。坟冢由青石块堆砌而成，墓碑上方雕有金光悌的画像。墓地两公里路外有金铺中学，学校师生清明节时会前往墓地拜祭。
2016年，英山县黄梅戏剧团以金光悌主审和珅的故事为主线创编黄梅戏《铁面金刚——金光悌审和珅》（又称“铁面金光悌·审和珅”）。该剧目曾在湖北省第九届艺术节上展演，并被选为黄冈市第十八个党风廉政建设宣传月的巡演项目。2018年9月15日，《铁面金光悌·审和珅》作为第八届中国（安庆）黄梅戏艺术节优秀黄梅戏展演“一剧一评”剧目在安徽省安庆市石化俱乐部展演。
2018年9月20日，英山县金家铺镇廉史馆在杨家河村对外开放，该馆以弘扬廉政文化为主题，是英山县第一座以村为单位打造的廉史馆。

## 备注
1. ↑  《清史稿·列傳一百三十九》记载“金光悌，字蘭畦”[1]
2. 1 2  公历日期为根据农历日期用“中央研究院 兩千年中西曆轉換”获取[3]
3. ↑  乾隆五十五年的刑部尚书应为喀寧阿或明亮，见清朝刑部尚書列表
4. ↑  明清吏部之处分制度。凡因故受降级处分之官员,视现任之级实降离任,称为降调
5. ↑  一说去世于十二月十二日[7]，此处按2010年的诗词集征启事[4]和传主墓碑照片取农历腊月二十日